# Vicente Soriano
Vicente Soriano Serra (Puzol, Valencia, 1953) es un conocido empresario valenciano. Fue presidente del Valencia CF desde el 25 de julio de 2008 hasta el 4 de junio de 2009.

## Biografía
Comenzó su labor empresarial con la exportación de naranjas y cítricos. En la década de los 90 se inició en el mundo de la construcción como intermediando en la compra de terrenos, posteriormente como promotor e inversor inmobiliario y también como representante de grandes grupos inversionistas.manolo
Su llegada al fútbol se produjo en el año 2004, cuando formó parte de la candidatura a la presidencia del Valencia C. F. «Cor i Força», encabezada por Francisco Roig Alfonso invirtiendo mucho dinero y convirtiéndose así en el segundo máximo accionista. Ese mismo año Juan Bautista Soler tuvo que nombrarlo vicepresidente del club al ser el segundo máximo accionista.
Soriano fue la persona encargada para la selección de proyectos del nuevo estadio. Finalmente Soler desestimó dichos proyectos, por lo que su relación con el entonces presidente se deterioró. Fue relevado de la vicepresidencia en enero del 2006, aunque nunca vendió su paquete accionarial. Dimitió como consejero en junio de 2007. Tuvo un amago de volver al club y hacerse con las acciones de Soler acompañado de Juan Villalonga, situación que no fructificó. Una vez Villalonga se convirtió en gestor del Valencia CF, Soriano llegó a un acuerdo con el máximo accionista para la compra-venta de las acciones de la familia Soler por una cantidad fijada en 70,7 millones de euros. Sin embargo, esta opción dejó de estar vigente en diciembre de 2008, puesto que Soriano incumplió una de las cláusulas del contrato, la que establecía que debía vender las parcelas del actual Estadio de Mestalla antes del 31 de diciembre de 2008.
La promesa que si cumplió fue la de no vender ni a Silva ni a Villa a pesar del mal momento económico de la entidad. Soriano incluso se permitió el lujo de mejorarles y ampliarles los contratos a las dos estrellas valencianistas. Este hecho molestó a los principales acreedores del club —Olivas, Bancaja—, y a partir de ahí al Valencia CF se le cerró el grifo financiero asfixiando la maltrecha economía del club.
Su gestión estuvo marcada por su intento frustrado de mejorar la horrible situación económica del club, heredada por su predecesor Juan Soler.
El 4 de junio dimitió como presidente del club al no poder cumplir su promesa de vender las parcelas, pasando a ser responsable de la gestión Javier Gómez.
El 4 de julio de 2009 anuncia que se hace con el paquete accionarial de Juan Bautista Soler y de otros pequeños accionistas por lo que tiene el control de club apoyado por un grupo inversor estadounidense. No obstante, y dado que el supuesto grupo inversor, Dalport Inversiones, no ha demostrado aún ser poseedor de todo el poder accionarial, la situación está detenida mientras el Valencia CF realiza su ampliación de capital en el verano de 2009.
El 21 de agosto de 2009 finaliza la primera fase de la ampliación de capital del Valencia CF en la que Dalport inversiones no suscribe su 51% de acciones del Valencia, y estas pasan a ser un 5% del total.